# كالاباكا
كالاباكا (باليونانية: Καλαμπάκα)‏ (بالإنجليزية: Kalabaka)‏، أيضاً كالامباكا (Kalampaka)، بلدة يونانية ومركز لبلدية تقع في وسط البلاد ضمن مقاطعة تريكالا التي تتبع إدارياً لإقليم ثيساليا الإداري.

## الموقع والسكان
تقع البلدة على ارتفاع 250 متر عن مستوى سطح البحر، ويمر بها نهر بينيوس مباشرةً بعد خروجه من مضائق جبال الـبيندوس ووصوله إلى سهول ثيساليا. إلى الشمال من المدينة تبدأ سفوح جبال خاسيا والمشهورة عالمياً بصخورها العالية الحادة والتي بني على قممها العديد من الأديرة المعلقة المسماة ميتيورا والتي تعتبر موقعاً من مواقع التراث العالمي. إلى الغرب من البلدة تبدأ سفوح سلسلة كركيتيو.
يبلغ عدد سكان البلدة وحدها حوالي (7) آلاف نسمة (إحصائيات 2001)، بينما يبلغ عدد سكان البلدية بأكملها حوالي (11) ألف نسمة، وبالتالي تكون كالاباكا ثاني أكبر بلدة في مقاطعة تريكالا، بعد تريكالا نفسها والتي تبعد عنها مسافة 22 كيلومتر إلى الجنوب.

## التاريخ والتسمية
ساهم موقع البلدة الاستراتيجي بجعلها مكاناً مسكوناً منذ القديم، فيعود أول ذكر لها في التاريخ إلى الفترة الهلنستية، حيث كانت تعرف باسم إيغينيون (Aiginion)، وقد وصفها المؤرخ الروماني ليفي بأنها بلدة حصينة جداً على الأبواب الغربية لسهل ثيساليا. فيها التقى جيشا يوليوس قيصر وَ كنايوس دوميتيوس (Cnaeus Domitius) قبل احتلال فارسالوس (Pharsalus) المعروفة حالياً بفارسالا.
أصبحت خلال القرون الوسطى تعرف باسم ستاغي (Stagoi)، وكانت وقتها جزءاً من الامبراطورية البيزنطية. جعلت في القرن العاشر مركزاً أسقف على المنطقة المحيطة.
أصبحت المدينة تعرف خلال الفترة الـعثمانية باسمها الحالي (قلعه-باكه) والذي يعني القلعة المنيعة باللغة التركية.
تحررت المدينة من الأتراك عام 1881 م.

## المعالم الأساسية

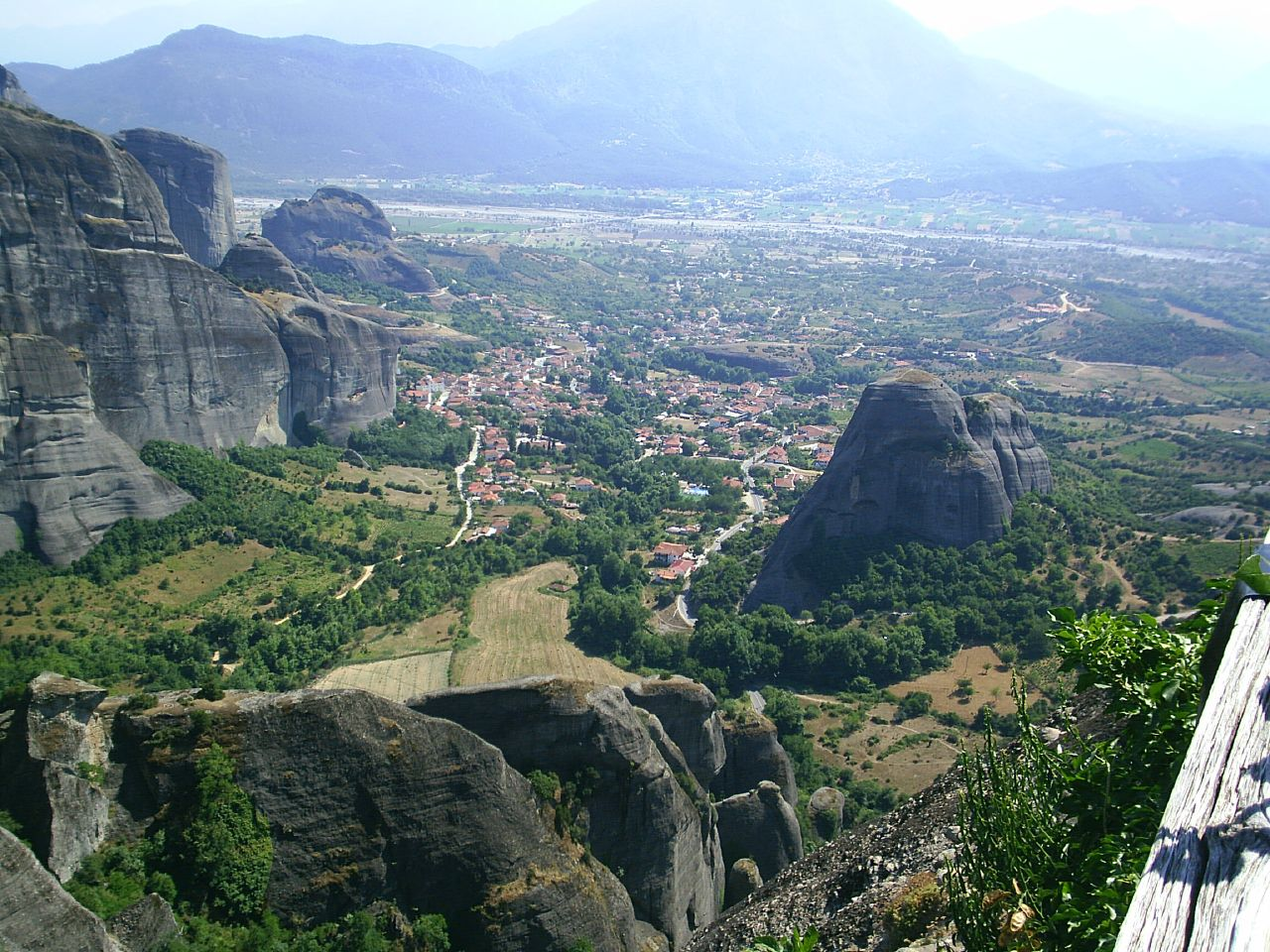
كالاباكا كما تبدو من الميتيورا

- كاتدرائية البلدة وتدعى (كيميسيس تيس ثيوتوكو) بمعنى (صعود العذراء): بنيت بين القرنين العاشر والحادي عشر على أنقاض بازيليكا قديمة، وهي كنيسة ثلاثية الأجنحة ذات صحن مرتفع، توجد في أرضيتها فسيفساء قديمة، وتحتوي على جداريات تعود للقرن الثاني عشر رسمها فنانون من كريت وتوجد فيها أيضاً العديد من الأيقونات والرسوم الأرثوذكسية التي تعود لقرون عديدة.
- كنيسة أغيوس يوانيس بروذروموس (القديس يوحنا): وتعود للـقرن الحادي عشر، وهي مبنية من مواد وحجارة تعود لمعبد روماني.
- حي سوبوتوس (Sopotos): وهو الحي الشمالي في البلدة، ويقع بين صخرتي أغيا ترياذا (Agia Triada) وألسوس (Alsos) العملاقتين من الشرق والشمال.
- جسر ساراكينا (Sarakina): وهو جسر أنيق يعود للـقرن السادس عشر مبني على نهر بينيوس.

## متفرقات

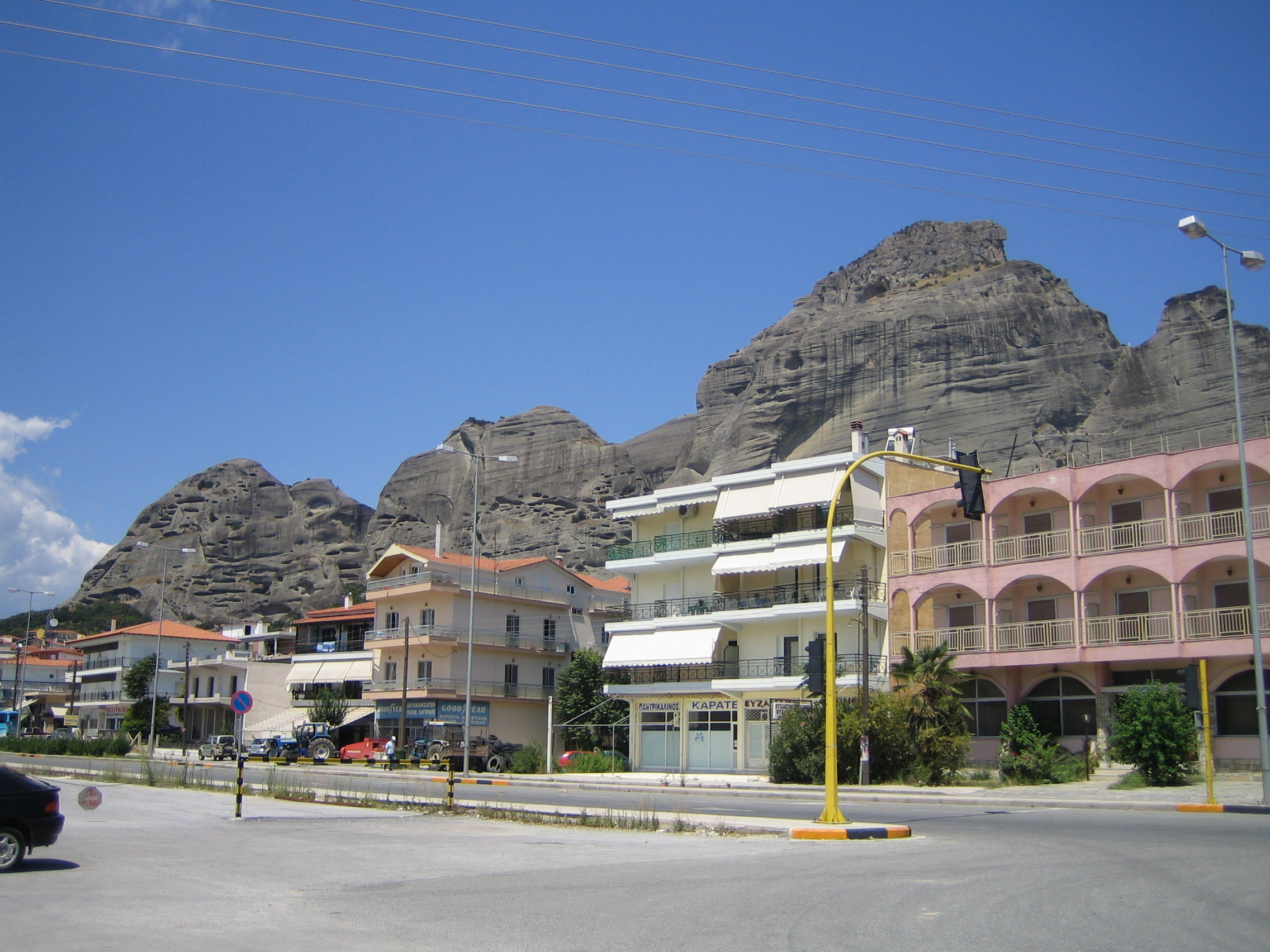
حي سوبوتوس

- تعتبر البلدة مركزاً للانطلاق لزيارة الميتيورا (إحدى مواقع التراث العالمي) والمكونة من عدة أديرة مبنية على قمة صخور شاهقة الارتفاع.
- مصدر دخل البلدة الأساسي هو السياحة بسبب قربها من الميتيورا وهي تعتبر بذلك أكثر مدينة يونانية داخلية يؤمها السياح.
- أهم نادي رباضي في البلدة هو إيه إس ميتيورا كالاباكا.

## وصلات خارجية
- موقع البلدة الرسمي